# 金相喆
金 相喆（キム サンチョル、朝: 김 상철、英: Kim Sang-Chul）は韓国の柔道選手。階級は軽量級。

## 人物
1969年にメキシコシティで開催された世界選手権軽量級では、準決勝で野村豊和に背負投で敗れたが銅メダルを獲得した。現役を引退後は柔道の研究者となった。

## 主な戦績
- 1969年 - 世界選手権 3位